# 4109 Anokhin
4109 Anokhin è un asteroide della fascia principale. Scoperto nel 1969, presenta un'orbita caratterizzata da un semiasse maggiore pari a 2,2646869 UA e da un'eccentricità di 0,1597216, inclinata di 1,51383° rispetto all'eclittica.